# Deldoul
Deldoul (em árabe: دﻟﺪول) é uma cidade e comuna localizada no distrito de Aougrout, na província de Adrar, no centro-sul da Argélia. Em 2008, sua população era de 8 647 habitantes.